# Abuta grisebachii
Abuta grisebachii är en tvåhjärtbladig växtart som beskrevs av José Jéronimo Triana och Planch.. Abuta grisebachii ingår i släktet Abuta och familjen Menispermaceae. Inga underarter finns listade i Catalogue of Life.